# Cryptocorynetes haptodiscus
Cryptocorynetes haptodiscus är en kräftdjursart som beskrevs av Jill Yager 1987. Cryptocorynetes haptodiscus ingår i släktet Cryptocorynetes och familjen Speleonectidae. Inga underarter finns listade i Catalogue of Life.